# George Chuvalo
George Chuvalo est un boxeur canadien d'origine croate né le 12 septembre 1937 à Toronto, Ontario.

## Carrière
Passé professionnel en 1956, il remporte le titre de champion du Canada poids lourds le 15 septembre 1958 en battant James J Parker	par KO à la 1re reprise. Chuvalo conserve son titre l'année suivante face à Yvon Durelle puis le cède face à Bob Cleroux le 18 août 1960. Il le récupère lors du combat revanche mais le perd lors du 3e affrontement. 
Au total, il réussit à remporter 6 fois cette ceinture en 20 ans d'intervalle. Il s'incline en revanche à deux reprises en championnat du monde: contre Ernie Terrell en 1965 et contre Mohamed Ali en 1966.
Il fait une apparition dans le film La Mouche de David Cronenberg en 1986.

## Distinctions
- Patterson - Chuvalo est élu combat de l'année en 1965 par Ring Magazine[5].
- George Chuvalo est membre de l'ordre du Canada depuis 1998.